# Vincenzo Maculani
Vincenzo Maculani (Fiorenzuola d'Arda, 11 de setembro de 1578 – Roma, 16 de fevereiro de 1667) foi um cardeal católico, inquisidor e arquiteto militar italiano. Conhecido como um homem severo e sem compaixão, que preferia a capa preta de sua Ordem Dominicana ao roxo mais brilhante que mais tarde poderia usar como cardeal.

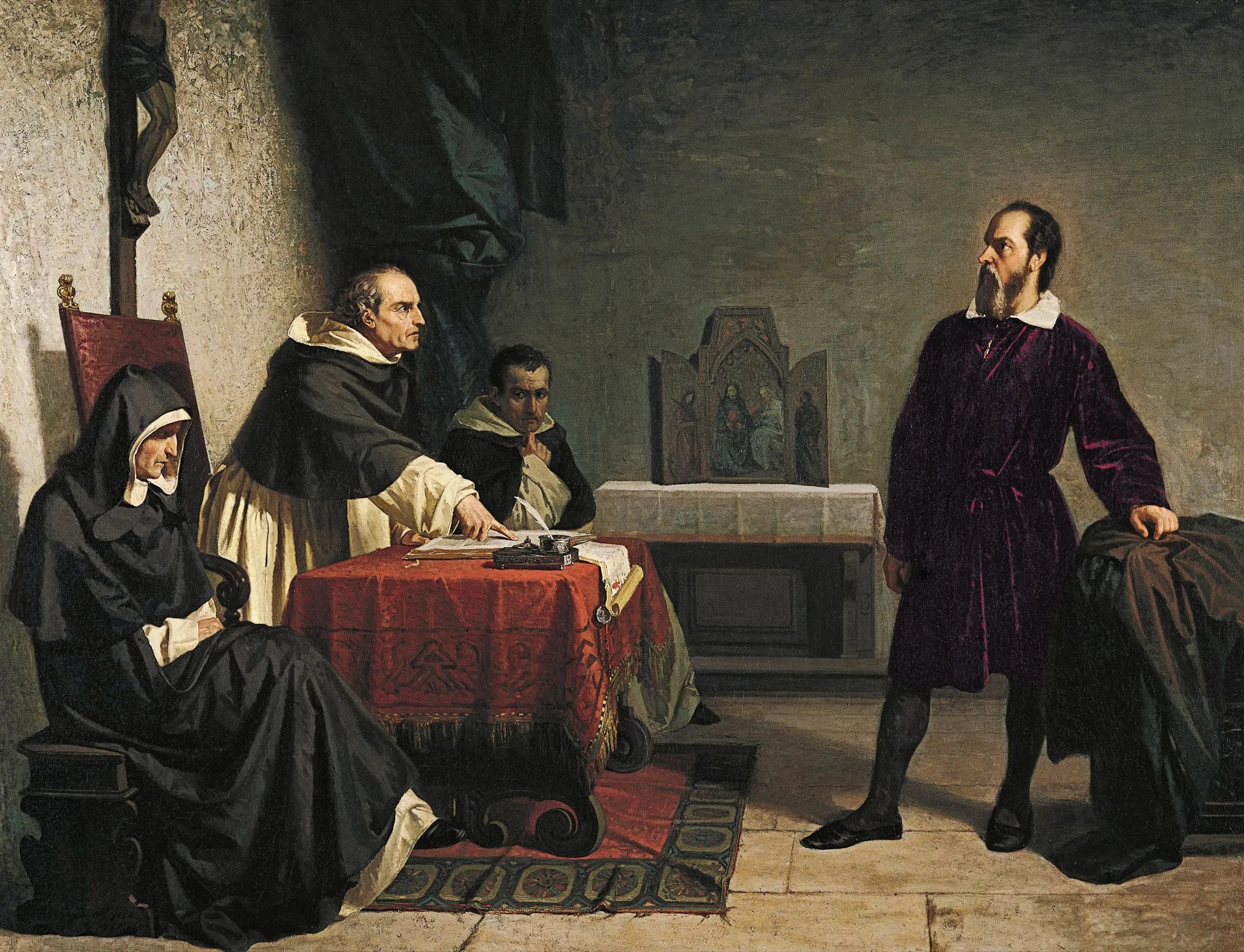
Maculani (em vestimentas sacerdotais) lendo as acusações contra Galileu Galilei (de pé), por Cristiano Banti (1857).

## Formação
Registrado no nascimento como Gaspare Maculani. Trabalhou como pedreiro, profissão de seu pai, antes de entrar na Ordem dos Pregadores em Pavia em 1594, mudando seu nome para Vincenzo.
Estudou em Bolonha, sendo professor de teologia e direito canónico e também de geometria prática e arquitetura. Foi indicado inquisidor em Pádua em 1627 e em Gênova de 1627 a 1629. Enquanto estava em Gênova recebeu a tarefa de reconstruir os muros da cidade, juntamente com Giovanni Battista Baliani. Partes dos muros de Gênova ainda existem na atualidade.

## Inquisição
Maculani foi convocado depois para Roma pelo Papa Urbano VIII, que o nomeou procurador geral de sua ordem durante uma visita à França. Tornou-se um [inquisidor]] (o título oficial era Comissário Geral) sob o cardeal-sobrinho de Urban; Grande Inquisidor da Inquisição Romana, Francesco Barberini.
Após o desentendimento de Galileu Galilei com o Papa Urbano VIII, Maculani conduziu a primeira entrevista com o cientista (em 12 de abril de 1633); o inquérito foi conduzido nas câmaras de Fra Vincenzo no Palácio da Inquisição em Roma. Esta foi a primeira etapa do julgamento e perseguição de Galileu pela Inquisição. Maculani entregou pessoalmente o relatório do Primeiro Exame ao Papa Urbano VIII e aos Cardeais em 27 de abril de 1633. Maculani também presidiu o Terceiro Exame em 10 de maio de 1633. Urban VIII ordenou um Quarto Exame, para investigar A "intenção" de Galileu em publicar seu Diálogo, e especificamente autorizou Maculani a ameaçar usar tortura. No entanto, enquanto Maculani era geralmente frio e indiferente, foi ele quem determinou que Galileu era velho demais e doente demais para sofrer tortura.

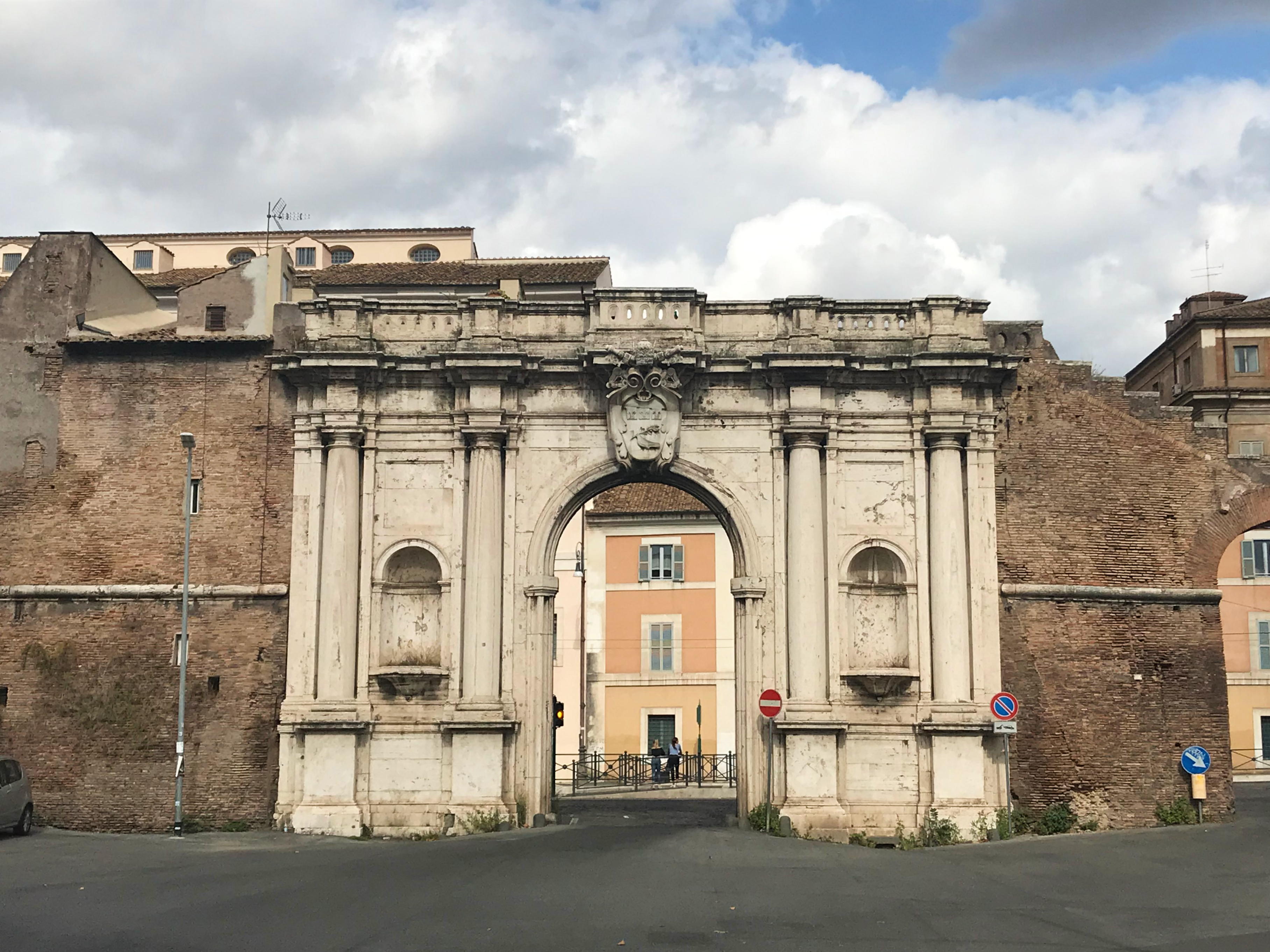
A Porta Portese; encomendada pelo Papa Urbano VIII e construída por Maculani.

Participou do Conclave de 1655, que elegeu o Papa Alexandre VII.
Maculani morreu em 16 de fevereiro de 1667 e foi sepultado na Santa Sabina (Roma).